# Шлягер года
Шлягер года — ежегодная музыкальная премия, музыкальный телепроект, основанный в 1995 году композитором Александром Злотником, подхваченный культурным деятелем Александром Свистуновым и журналисткой Украинского радио Анжелой Нарбоевой.
Фестиваль направлен на определение выдающихся достижений в музыкальной индустрии, а также награждение исполнителей популярных песен и их создателей — композиторов и поэтов.
Вручение наград сопровождается концертным шоу и телевизионной съемкой с последующей трансляцией на каналах UA: Первый, ТРК Киев и др.
Музыкальная премия обычно проходит в Национальном дворце искусств «Украина» (в разные годы также проводилась во Дворце Спорта и Октябрьском дворце).
Ведущими телепроекта в разные годы были: Василий Илащук, Ольга Сумская, певица SOE, Тимур Мирошниченко и др.

### История
- Впервые фестиваль состоялся 24 декабря 1995 в Национальном дворце искусств «Украина».

Среди участников концерта были: группа Green Grey, Александр Пономарев, дуэт «Свитязь», Василий Зинкевич, Тарас Петриненко, Александр Злотник, Иво Бобул, Лилия Сандулеса, Павел Зибров, Алла Кудлай, Павел Дворский, Надежда Шестак и др.
Вел концерт журналист и телеведущий Василий Илащук.
Концерт проходил без награждения звезд.
- С 1995 по 1999 год на Украинском радио и Радио «Проминь» параллельно выходила еженедельная радиоверсия фестиваля под названием «Шлягер года».

Ведущим радиошоу был фронтмен группы «Кому Вниз» Андрей Середа.
Участниками радиочарта «Шлягер года» были Павел Зибров, Екатерина Бужинская, Надежда Шестак и др.
- 8 марта 1996 произошел пожар в центральной аппаратной Украинского радио.

В мае того же года «Шлягер года» провел благотворительный марафон по збору средств для восстановления работы радио.
Был организован масштабный концерт с участием Ирины Билык, группы Green Grey, Гарика Кричевского и др.
- Первый финал «Шлягера года» с награждением артистов дипломами состоялся в декабре 1996 года во Дворце Спорта.

Среди звезд, отмеченных музыкальной премией были: Ирина Билык, Александр Пономарев, Павел Зибров, Василий Зинкевич, Павел Дворский и др.
- В 1997 году была введена новая номинация «Открытие года». Награду получила Екатерина Бужинская.

- В 1998 году музыкальной премией «Шлягер года» была награждена Ани Лорак. В день концерта певица отмечала свой 20ти-летний юбилей.

В этом году также на Шлягере состоялся дебют артиста Петра Чёрного, который получил награду в номинации «Открытие года».
Дипломами «За весомый вклад в развитие украинской песенной культуры» были награждены также Нина Матвиенко, Юрий Рыбчинский, Александр Злотник и др.
- В 2004 году была введена новая номинация «Надежда шлягера». В этом году данную награду получила певица Мария Яремчук.

- 5 декабря 2015 состоялась юбилейная XX церемония награждения и гала-концерт с участием украинских артистов в большом зале Национального дворца искусств «Украина».

Среди участников концерта: SOE, Василий Зинкевич, Тарас Петриненко, Александр Злотник, Иво Бобул, Лилия Сандулеса, Павел Зибров, Алла Кудлай, Павел Дворский, Надежда Шестаки другие артисты.
Ведущий концерта Василий Илащук.
В разные годы на фестивале «Шлягер года» выступали также: Ани Лорак, SOE, Григорий Лепс, Алексей Глызин, Лолита, Николай Трубач, Вячеслав Малежик, Демарин Игорь, Наталья Бучинская, Марина Одольская, Ирина Федишин, Наталка Карпа, Алла Кудлай, Анатолий Матвийчук, Павел Дворский, Наталья Валевская и многие другие.

### Творческие вечера
- В 1995, 2002 и 2005 годах в рамках фестиваля «Шлягер года» были организованы творческие вечера поэта Юрия Рыбчинского.

Среди артистов были: Лолита, Анжелика Варум, Иосиф Кобзон, Павел Зибров, Наталья Могилевская, Александр Малинин.
- В 1996 и 2003 году состоялись творческие вечера композитора Игоря Поклада.

Среди приглашенных гостей София Ротару, Иосиф Кобзон, Тамара Гвердцители, Наталья Могилевская, Екатерина Бужинская и др.
- В 2000 году был организован первый сольный концерт Натальи Могилевской.

- В разные годы было организовано 5 творческих вечеров Александра Злотника[3] , 7 концертов Павла Дворского, творческий вечер ВИА «Кобза».

- В рамках фестиваля «Шлягер года» было организовано все вечера памяти Назария Яремчука, а именно, первое мероприятие состоялось в сентябре 1995 году — через 3 месяца после смерти артиста.

В 2001 году состоялось мероприятие посвященное 50-летию Назария Яремчука.
Начиная с 2001 года фестиваль проходит ежегодно во Дворце «Украина».
Ведущие мероприятия: Василий Илащук, Ольга Сумская.
Почетные гости фестиваля: Дмитрий и Назарий Яремчук.